# Народный учитель (журнал)
«Народный учитель» — двухнедельный профессиональный и общественно-педагогический (общественно-политический) журнал, издававшийся с 1906 по 1919 год.

## История
С марта 1906 до января 1919. В 1906—1908 (№ 1—7) выходил в Кишинёве, в 1908—1909 (№ 8—15) — в Киеве, в 1910—1919 — в Москве. До 1912 выходил два раза в месяц, далее — еженедельно (в летние месяцы не выпускался). В 1906—1918 выходило от 15 до 40 номеров в год, в 1919 вышел 1 номер.

## Главные разделы
Вопросы народного образования в Государственной Думе. В учительских обществах. Хроника народного образования. Из жизни заграничной школы. Народное образование в земствах и городах. Внешкольное образование. Педагогическое образование. Сообщения с мест. Новости педагогической, учебной, детской и народной литературы. Справочные сведения по народному образованию. В помощь по самообразованию . Школьная практика. Новости учебной, педагогической и деткой литературы. Лекции по педагогической психологии.
Подписная цена — 3 руб. со всеми приложениями. Допускалась рассрочка при подписке — 2 руб.
Адрес редакции в Москве: Тверская застава, Царский 4.

## Издатели и редакторы
Издатели:
- А. Д. Осмоловский (1906—1907)
- Л. П. Смирнова (1907—1916)

Редакторы:
- А. Д. Осмоловский (1906—1907)
- Л. П. Смирнова (1907—1908)
- О. Н. Смирнов (1908—1917)